# Radosław Barek
Radosław Barek (ur. 1961 r. w Koźminie Wielkopolskim) – polski architekt, doktor habilitowany nauk technicznych, wykładowca na Wydziale Architektury Politechniki Poznańskiej, rysownik, członek Związku Pastelistów Polskich i Stowarzyszenia Architektów Polskich. Założyciel stowarzyszenia Wędrowni Architekci.

## Życiorys
Studia architektoniczne ukończył w Instytucie Architektury i Planowania Przestrzennego Politechniki Poznańskiej. W 1989 r. został pracownikiem naukowo-dydaktycznym na Wydziale Architektury Politechniki Poznańskiej. 14 grudnia 1994 r. na Wydziale Architektury Politechniki Śląskiej uzyskał stopień doktora nauk technicznych w zakresie architektury i urbanistyki o specjalności: urbanistyka. Tematem rozprawy naukowej była: "Problematyka modernizacji małych miast na przykładzie miast z terenu Wielkopolski" (promotor: Wojciech Bonenberg). 23 lutego 2011 r. uzyskał habilitację na Wydziale Architektury Politechniki Wrocławskiej (temat rozprawy: "Architektura środowiska mieszkaniowego tworzonego z udziałem środków publicznych").
W ramach pracy badawczej zajmuje się: architekturą mieszkaniową realizowaną ze środków publicznych, małymi miastami, materiałami naturalnymi i miejscowymi w architekturze współczesnej i dawnej (glina, słoma, ruda darniowa, itd.), architekturą rodzimą (regionalną i miejscową), związaną z tożsamością miejsca, powszechną edukacją przestrzenną i architektoniczną.
W 2004 r. otrzymał Nagrodę Główną Wielkopolskiego Towarzystwa Kulturalnego. 7 października 2004 r. założył stowarzyszenie "Wędrowni Architekci", której celami statutowymi są: poznawanie wielowątkowości przestrzeni kulturowej, upowszechnianie wiedzy o lokalnym i regionalnym dziedzictwie kultury materialnej i niematerialnej oraz propagowanie postulatów Karty Drahimskiej. Pod szyldem tej organizacji dotychczas promował upowszechnianie wiedzy o zasadach kształtowania przestrzeni w ramach projektów takich jak: "Dialog z Otoczeniem", "Zobaczyć Łącko", "Nauka w Przestrzeni".
Jest współautorem opracowanego w 2011 r. wzornika architektonicznego dla Puszczy Pyzdrskiej, a także autorem przystanku autobusowego wybudowanego we wrześniu 2012 r. w Ciemierowie-Kolonii, zawierającego w pigułce cechy charakterystyczne dla architektury regionalnej obszaru Puszczy Pyzdrskiej (m.in. zdobienia belek stropowych wystających poza krawędź ścian, kształt i wygląd okien, kształt dachu oraz sposób wykończenia szczytów). Intencją projektu było, aby przystanek stał się dla artystów, architektów i inwestorów inspiracją twórczą, która doprowadzi do ukształtowania nowego stylu architektonicznego o nazwie "Styl Puszczy Pyzdrskiej".

## Publikacje
- Hanka Zaniewska, Radosław Barek: Tendencje w kształtowaniu zabudowy mieszkaniowej wspieranej ze środków publicznych, Zeszyty Naukowe Politechniki Poznańskiej, seria Architektura i Urbanistyka, 2005
- Radosław Barek: Nad „suchą wodą” w centrum miasta – zasypane zakole Warty w Poznaniu. Rewitalizacja a nowa kreacja, Czasopismo Techniczne, vol. 105, 2008
- Radosław Barek, Adam Kowalewski, Hanka Zaniewska, Maria Thiel: Zrównoważony rozwój osiedli i zespołów mieszkaniowych w strukturze miasta. Kryteria i poziomy odpowiedzialności (Aspekty: przestrzenny, społeczny, techniczny, ekonomiczny),  Wydawnictwo Instytutu Rozwoju Miast w Krakowie, 100 stron. Kraków

## Dzieła

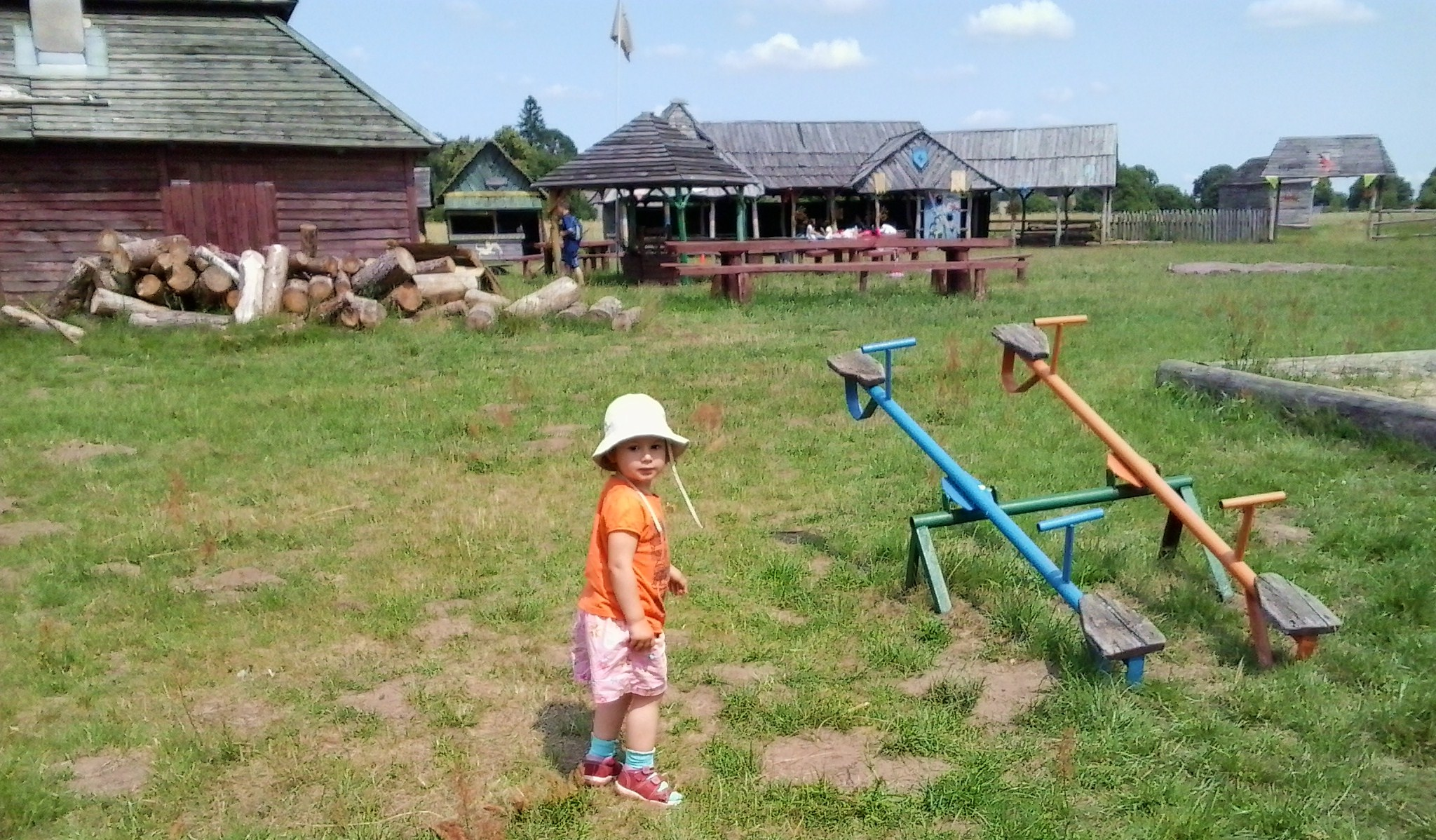
Część zabudowań wioski Wioski Hobbitów

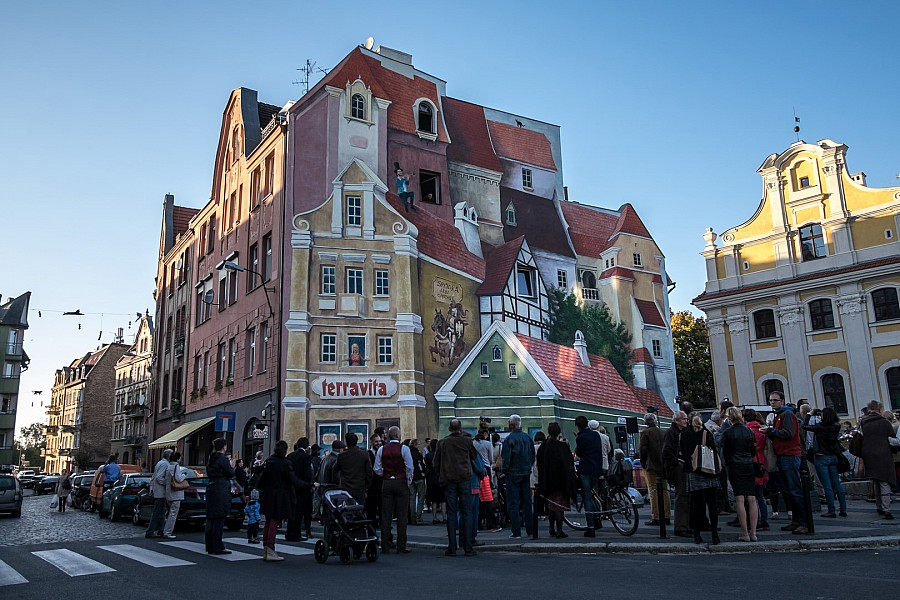
Mural w czasie odsłonięcia (1 października 2015)

- Wioska Hobbitów w Sierakowie Sławieńskim (2003)
- Opowieść śródecka z trębaczem na dachu i kotem w tle (2015)

## Nagrody i wyróżnienia
- Nagroda Główna Wielkopolskiego Towarzystwa Kulturalnego 2004
- Obiekt specjalny - zdarzenie architektoniczne w konkursie na Nagrodę Roku SARP 2016 przyznane za mural Opowieść śródecka z trębaczem na dachu i kotem w tle[12],
- 5. miejsce w konkursie „7 nowych cudów Polski” prowadzonym przez National Geographic Polska (6. edycja, 2016) dla muralu Opowieść śródecka z trębaczem na dachu i kotem w tle[13].